# رگوئنگوس د مونساراز
شهر رگوئنگوس د مونساراز (به پرتغالی: Reguengos de Monsaraz) در رگوئنگوس د مونساراز در کشور پرتغال واقع شده‌است. جمعیت این شهر ۷٬۹۰۰ نفر است. در تاریخ ۹ دسامبر ۲۰۰۴ به عنوان شهر شناخته شد.

## نگارخانه

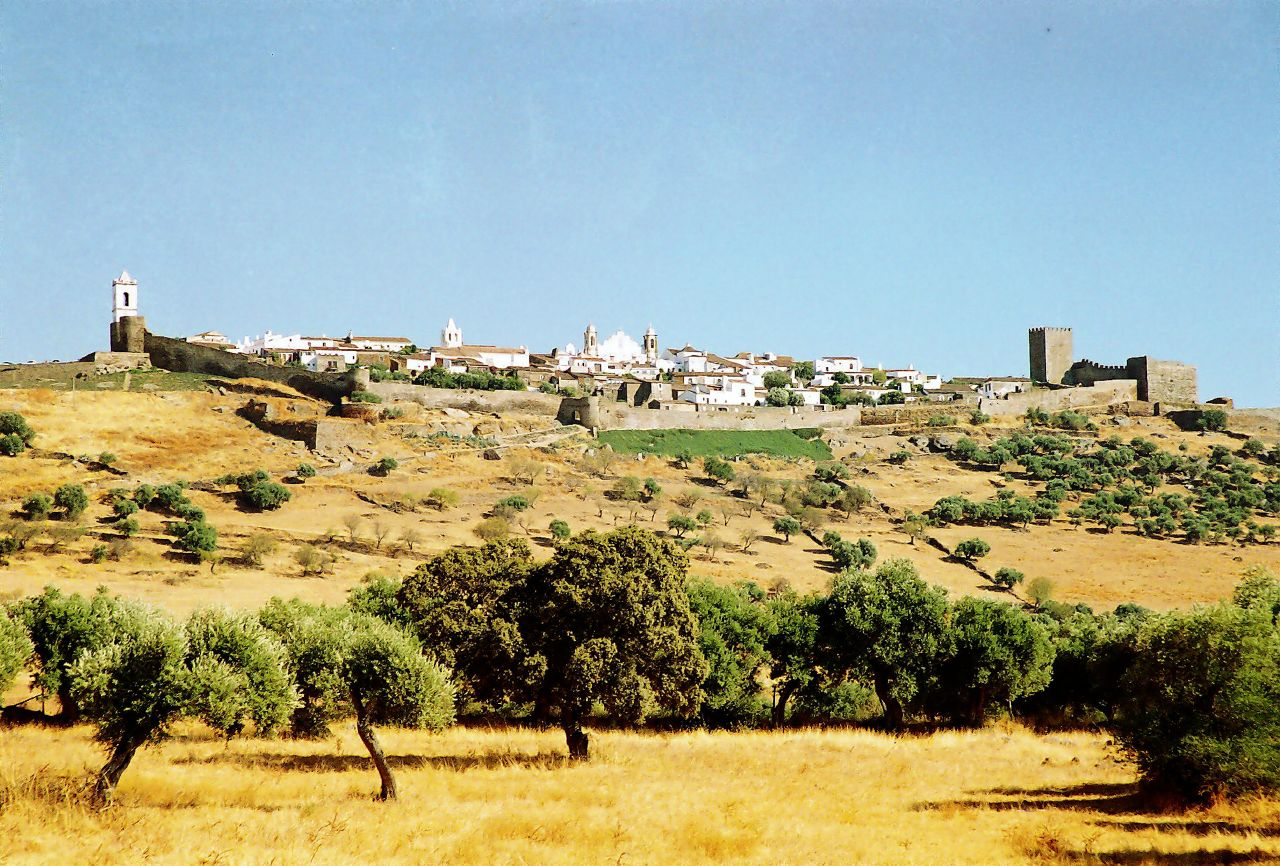
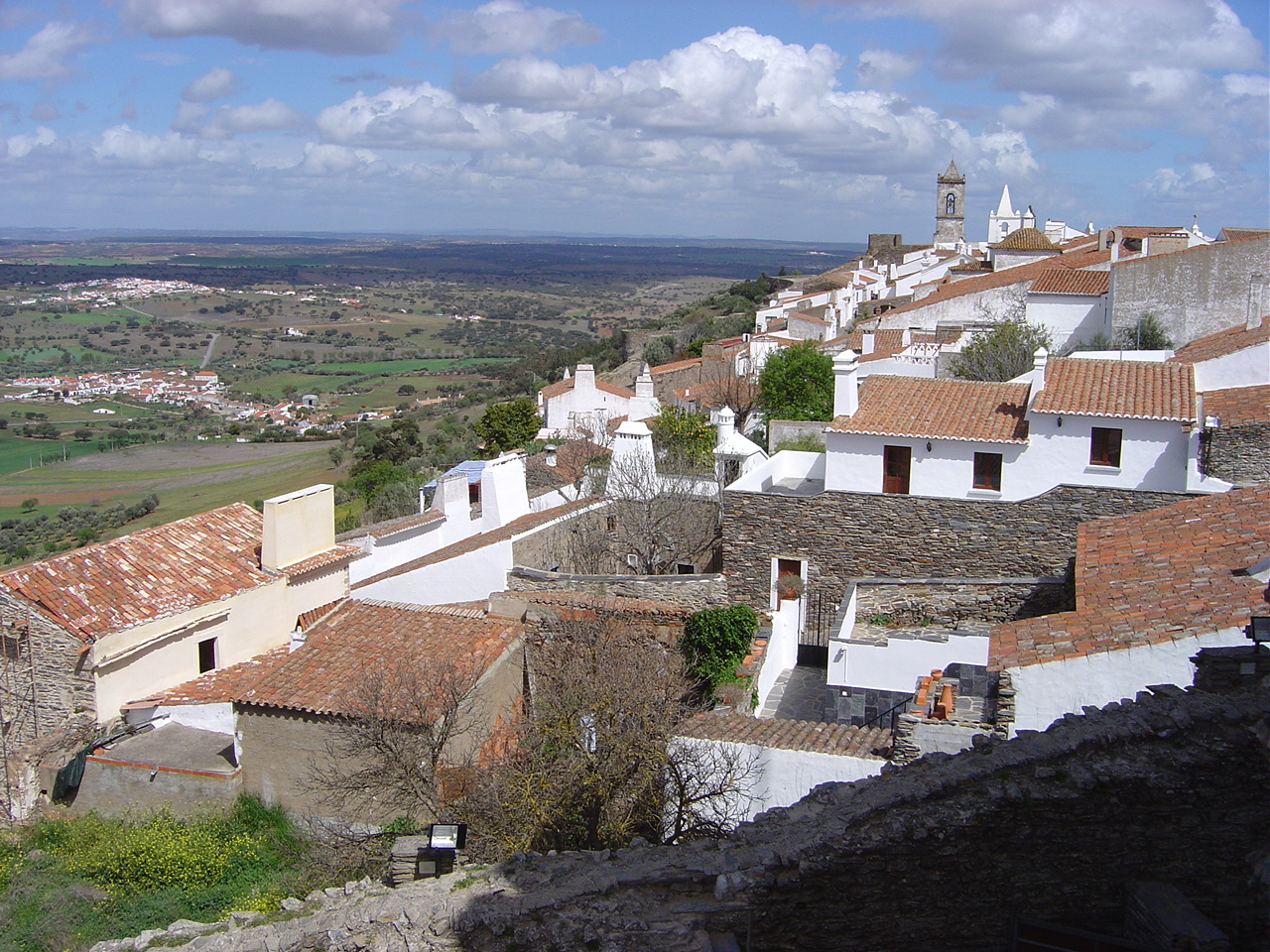
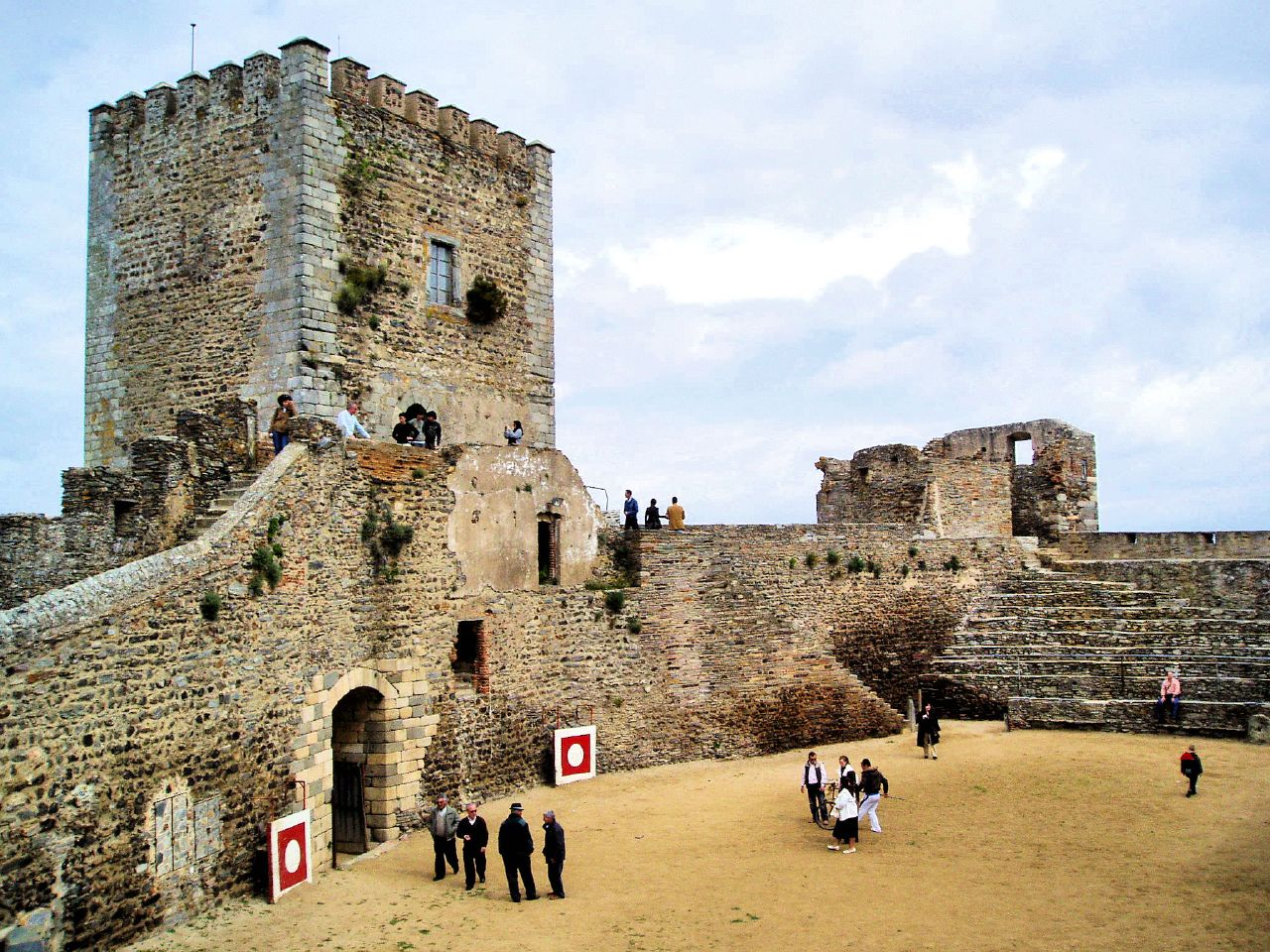
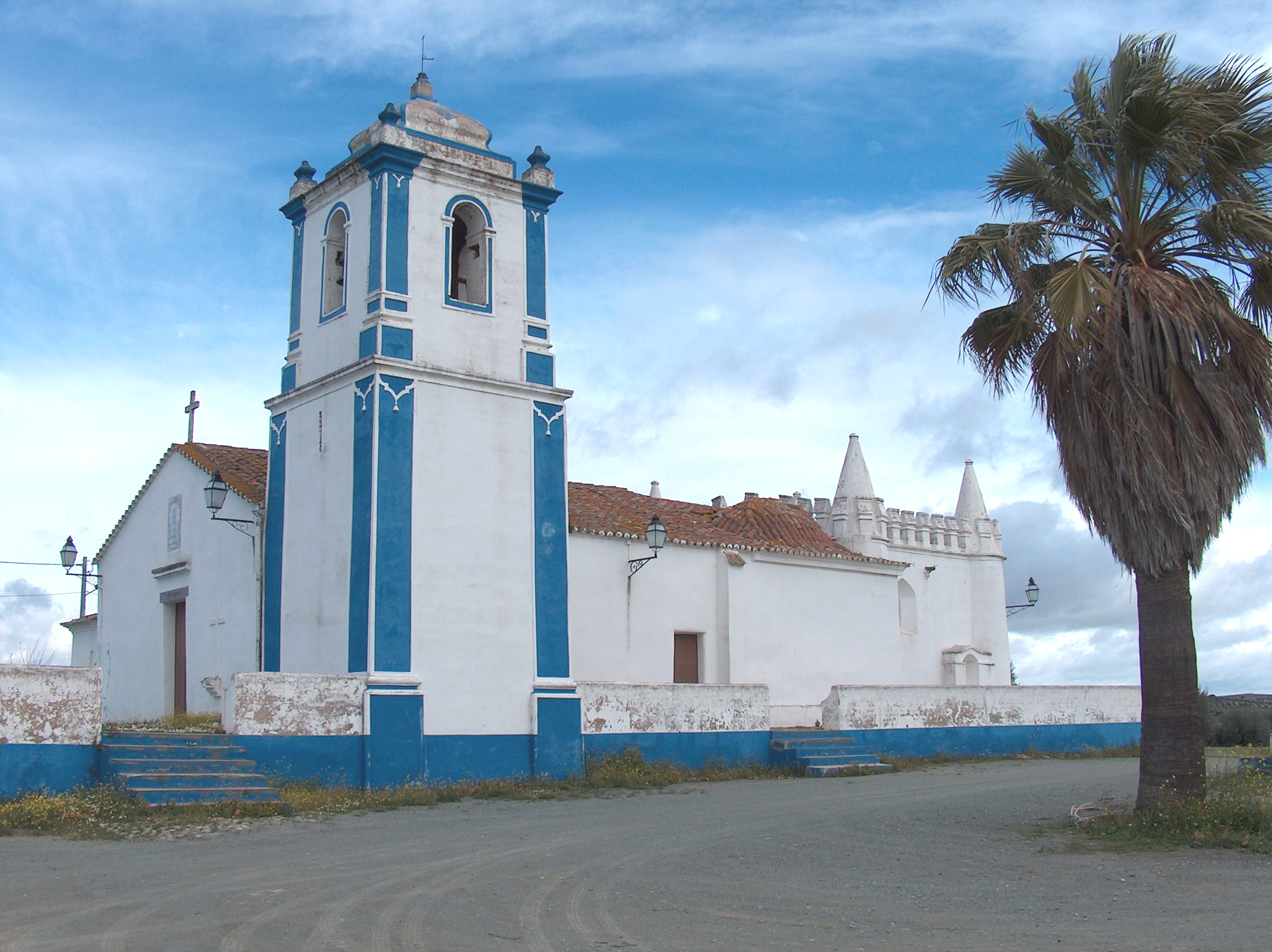